# Paul Fagius

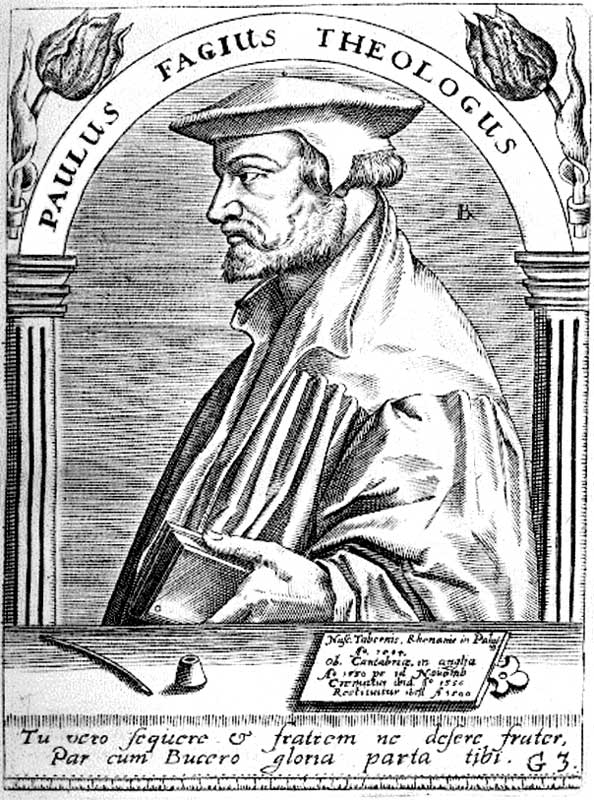
Paul Fagius (Kupferstich)

Paul Fagius, latinisiert auch Paulus Fagius, d. i. Paul Büchlin (* 1504 in Rheinzabern; † 13. November 1549 in Cambridge), war ein deutscher Theologe, Reformator und Hebraist.

## Leben

### Ausbildung
Paul Büchlein (oder Bucher), latinisiert Fagius („Büchlein“), wurde im Jahr 1504 in Rheinzabern als Sohn eines Lehrers und Ratsschreibers geboren, seine Mutter stammte aus Heidelberg. 1515 besuchte er dort eine weiterführende Schule und begann anschließend sein Studium an der Universität Heidelberg. 1518 wohnte er der Heidelberger Disputation bei. Als 17-Jähriger legte er sein Baccalaureatsexamen ab. Zu dieser Zeit wechselte der als Paul Büchelin geborene seinen Namen und nannte sich Paul Fagius.
Zu seinen Lehrern in Heidelberg gehörten Johannes Brenz und Martin Bucer. Der 13 Jahre ältere Bucer wurde zu Fagius' Freund und lebenslangem Weggefährten. Bucer war es auch, der dem für Hebräisch, der heiligen Sprache des Alten Testaments, ungewöhnlich begabten Fagius den Rat gab, sein Hebräisch-Studium in Straßburg fortzusetzen. Von 1522 an vertiefte Fagius dort seine Kenntnisse bei dem Hebraisten Wolfgang Capito und war gleichzeitig als Lehrer tätig.

### Lehrer und Pfarrer in Isny
1527 wurde er Schulrektor in der freien Reichsstadt Isny in Schwaben und heiratete noch im gleichen Jahr die Isnyerin Agnes Buchbaum. Vier Kinder kamen zur Familie hinzu. Fagius nahm an der Berner Disputation teil, wo er auch auf den Reformator Ulrich Zwingli traf. Fagius war daran beteiligt, dass Isny 1529 sich der Protestation zu Speyer anschloss und 1531 dem Schmalkaldischen Bund beitrat.
Ende 1535 schickten die Isnyer Fagius auf Empfehlung Bucers nach Straßburg, damit er dort seine theologische Ausbildung vollendete. Sie wollten ihn zu ihrem Pfarrer machen. In dem Isnyer Handelsherrn Peter Buffler hatte Fagius einen großzügigen Gönner, der ihn dabei sehr unterstützte.
1537 kehrte Paul Fagius als Pfarrer nach Isny zurück, wo er fünf Jahre erfolgreich wirkte. Die große Leidenschaft des Lehrers, Pfarrers und Reformators war das Hebräische. Fagius machte es sich zur Aufgabe, junge Menschen, vor allem angehende Theologen, Hebräisch zu lehren und unter seinen Kollegen für das Studium der Sprache zu werben. Er beschäftigte sich auch mit dem übrigen hebräischen Schrifttum, vor allem den Werken der Rabbiner, die sich mit der Auslegung der Heiligen Schrift befassten.

### Erste hebräische Druckerei – mit Levita

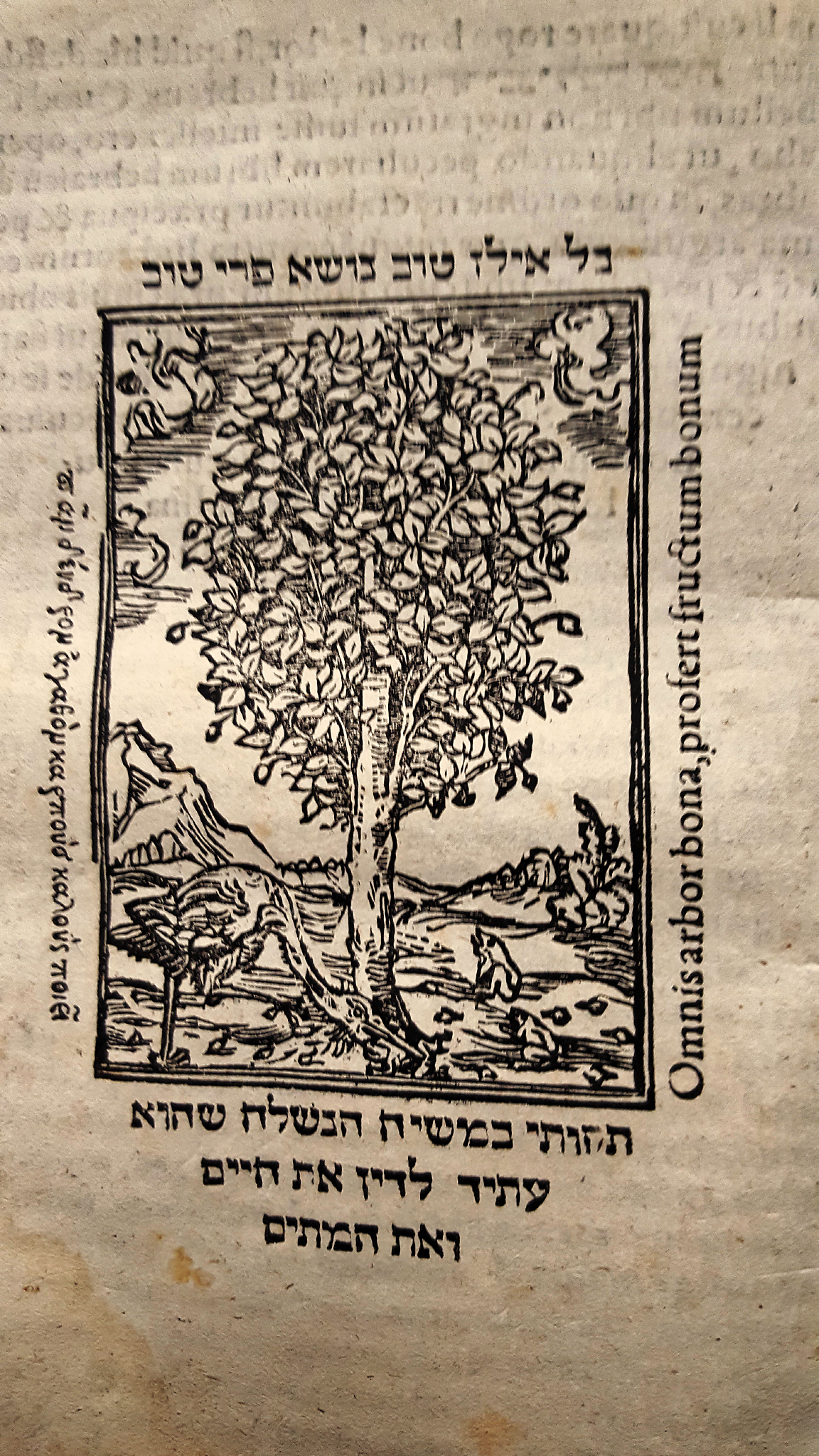
Druckerzeichen von Fabius’ Isnyer Druckerei

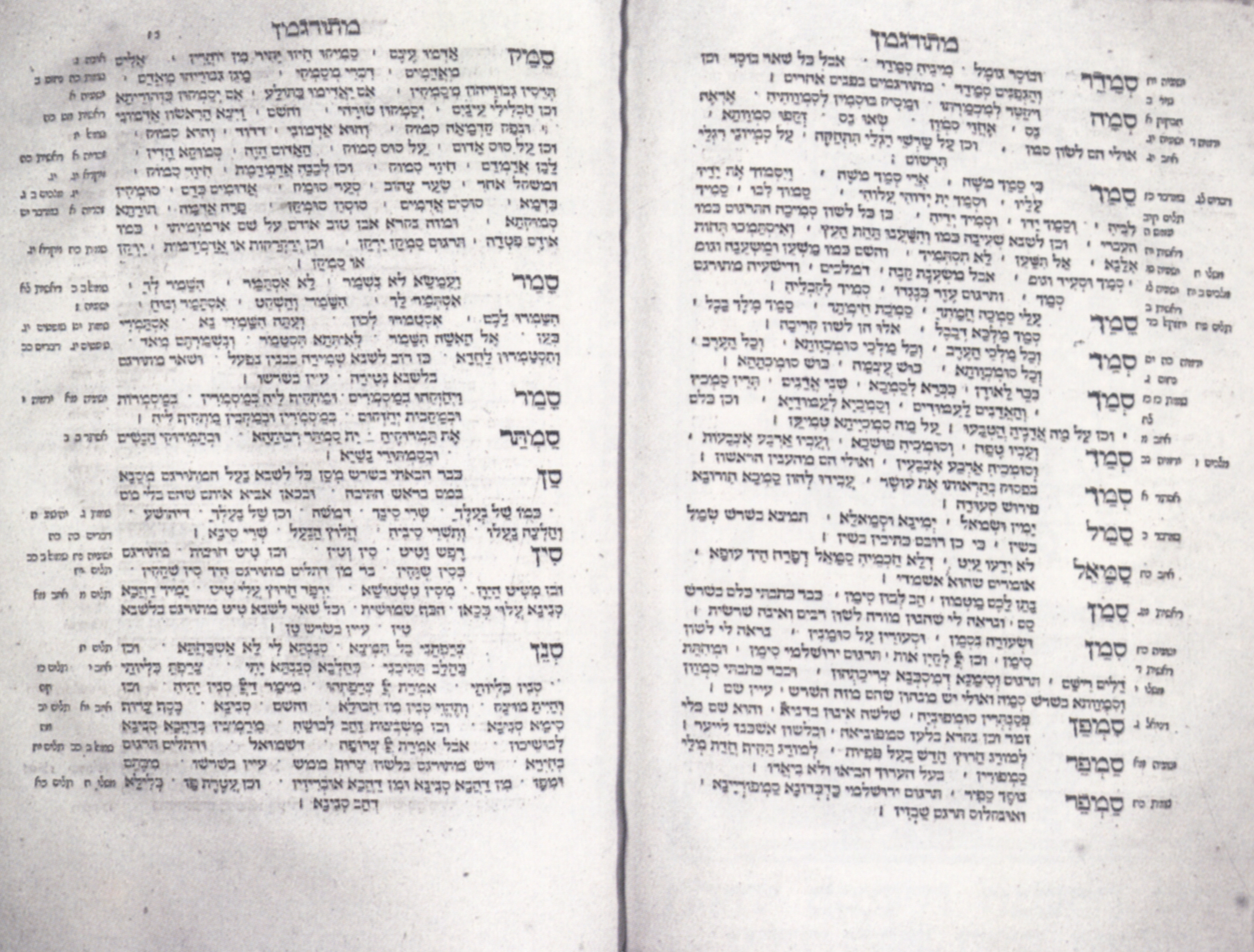
Elias Levita: Lexicon chaldaicum, Isny, Fagius und Froschesser, 1541

In Isny begründete er die erste hebräische Druckerei in Deutschland zusammen mit dem jüdischen Grammatiker und Herausgeber Elijah Levita, der extra von Venedig nach Isny gewandert war, weil er hier zusammen mit einem Fachmann drucken konnte. Sie arbeiteten zwei Jahre lang zusammen. Eines der Werke, das bei dieser Zusammenarbeit herausgegeben wurde, ist das Buch Shemot Devarim, ein altjiddisch-hebräisch-lateinisch-deutsches Wörterbuch (Isny 1542). Als es in Isny 1542 zu Konflikten in der Gemeinde kam, wurden ihm mehrere Stellen angeboten.
Knapp zwei Jahre lang war er Pfarrer in Konstanz und ordnete dort das Kirchenwesen. Im Jahr 1544 trat er die Professur für das Alte Testament und den damit verbundenen Pfarrposten an der Universität Straßburg an. Kurfürst Friedrich II. von der Pfalz berief ihn 1546 mit der Vorbereitung der offiziellen Einführung des Protestantismus nach Heidelberg und mit der Reform der Universität Heidelberg. Fagius stieß dort jedoch auf so starke Widerstände, dass sein Versuch der Universitätsreform scheiterte und er 1547 nach Straßburg zurückkehrte.

### Lehrverbot und Lebensende in England
Mit dem Beginn der Gegenreformation wuchs der Druck auf Paul Fagius. Als entschiedener Gegner des Augsburger Interims wurde er daher von der Universität ausgeschlossen und verließ zusammen mit Bucer im April 1549 Straßburg, um sich nach England zu begeben und sich später der Regius Professur für Hebräisch an der Universität Cambridge zu widmen. Dort lehrte er hebräische Philologie und die Auslegung des Alten Testaments. Nach nur kurzer Tätigkeit erlag er im November 1549 einer mit Fieber verbundenen Erkrankung.
Während der katholischen Gegenreformation in England wurden seine Gebeine 1556 exhumiert; in einem Schauprozess wurde Fagius posthum zum Feuertod verurteilt. Seine Gebeine wurden öffentlich verbrannt. 1560 wurde er rehabilitiert.

## Schriften
- Sententiae vere elegantes, piae, mireque, cum ad linguam discendam tum animum pietate excolendum utiles, ueterum sapientum Hebraeorum, quas Pirke Avot id est Capitula, aut si mauis Apophtegmata patrum nominant. (Ausgabe der Sprüche der Väter), Isny 1541. (Digitalisat)
- Perush ha-milot ʿal derekh ha-peshaṭ le-4 simanim Sefer Bereshit. Id Est, Exegesis Sive Expositio Dictionvm Hebraicarum literalis & simplex, in quatuor capita Geneseos, pro studiosis linguae hebraicae. Fagius, Isny 1542. (exegetisches Werk über Genesis 1-4) (Digitalisat)  (veränderte Ausgabe Konstanz 1543)
- Sepher Aemana i. e. liber fidei seu veritatis. Isny 1542
- Sententiae morales Ben Syrae; Tobias hebraice[5] (Ausgabe der Bücher Jesus Sirach und Tobias mit lateinischem Kommentar), Isny 1542
- Precationes Hebraicae, quibus in solennioribus festis, Iudaei, cum mensae accumbunt, adhuc hodie utuntur, & quo modo, ordine, & ritu eas dicant ... Paruus item tractatulus, ex libello Hebraico excerptus cui nomen est ... id est, liber fidei, à docto quodam Iudaeo, sed ad Christianismum conuerso ... contra Iudaeos conscripto.  Isny 1542. (Digitalisat) (Jüdische Tischgebete)
- Isagoge Compendiaria in linguam hebraeam. Konstanz 1543. (Digitalisat)
- Thargum, hoc est, paraphrasis Onkeli chaldaica in sacra biblia ex Chaldaeo in latinum fidelissime versa, additis in singula fere capita succinctis annotationibus. Pentateuchus, sive quinque libri Moysi. Messerschmidt, Straßburg 1546. (Digitalisat Band 1) (Lat. Übersetzung und Erklärung des Targum Onkelos)

Herausgeberschaft:
- Elias Levita: Tischbi, Isny 1541
- Elias Levita: Methourgeman (chaldäisches Lexikon), Isny 1541
- Elias Levita: Hebräische Grammatik, Isny 1542
- David Kimchi: Kommentar zu den 10 ersten Psalmen, Isny 1541, Konstanz 1544